# Cajamarca
Cajamarca (Cajamarca-Quechua: Kashamarka, Land der Dornen; Cusco-Quechua Qasamarka, kaltes Land) ist die Hauptstadt der gleichnamigen Provinz Cajamarca in der gleichnamigen Region Cajamarca des südamerikanischen Anden-Staates Peru. Das äquatoriale Klima ist mild, trocken und sonnig. Die Jahreshöchsttemperatur liegt bei durchschnittlich 22 °C, die Jahrestiefsttemperatur bei durchschnittlich 5 °C. Cajamarca ist für seine Kirchengebäude, heißen Quellen und Inkabäder bekannt. Cajamarca ist seit 1908 Sitz des gleichnamigen Bistums. Beim Zensus 2017 lag die Einwohnerzahl der Stadt bei 182.971. 10 Jahre zuvor lag diese bei 150.197.

## Geschichte
Cajamarca war eine Residenz des Inkaherrschers Atahualpa, der in einem Bürgerkrieg 1529–1532 seinen Bruder Huáscar besiegt hatte. Hier traf im November 1532 der spanische Eroberer Francisco Pizarro ein und nahm ihn in der Schlacht von Cajamarca gefangen. Dies war ein entscheidendes Ereignis der Spanischen Eroberung Perus.
Im Jahre 1986 erklärte die Organisation Amerikanischer Staaten Cajamarca zum historischen und kulturellen Erbe des amerikanischen Kontinentes. Seit 2002 befindet sich Cajamarca auch auf der Liste der Bewerber für eine Anerkennung als Weltkulturerbe durch die UNESCO. Da die Bemühungen um eine Anerkennung als Weltkulturerbe in zwei Jahrzehnten nicht vorangekommen sind, ist zu erwarten, dass Cajamarca wieder von der Bewerberliste gestrichen wird.

## Wirtschaft

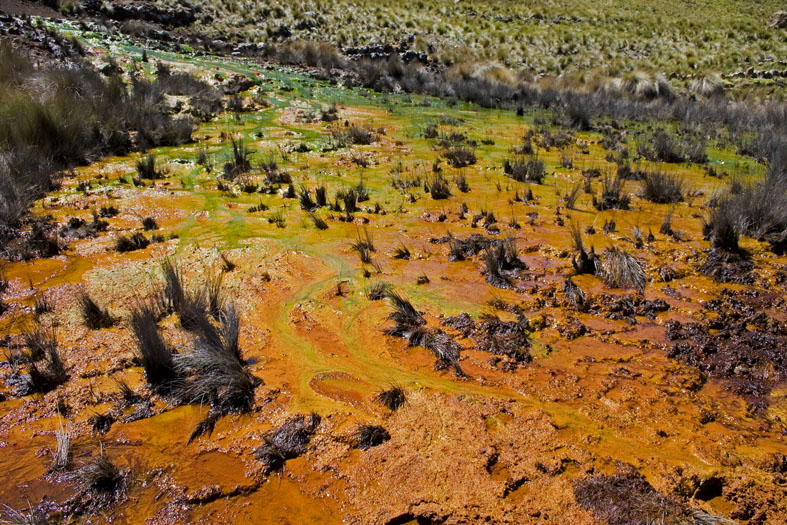
Boden bei Maqui nahe der Goldmine Yanacocha

Das Umland von Cajamarca hat sehr fruchtbare Böden und ist vor allem für seine Milch- und Käseprodukte bekannt. Das wohl bekannteste Milchprodukt, das im ganzen Land verkauft wird, ist Manjar blanco.
Es gibt auch mehrere Bergwerke in der Nähe, so zum Beispiel die profitabelste Goldmine der Welt, Yanacocha, im Besitz der Newmont Mining (USA) und von Buenaventura (Peru). Wegen der in den Minen eingesetzten Chemikalien treten in der Region allerdings vermehrt Leukämiefälle auf. Neben der Verknappung der Ressourcen Wasser und Boden führen die Bergbauaktivitäten von Minera Yanacocha zur langfristigen Degradation von Böden und Gewässern. Das Hauptproblem neben dem Natriumcyanid (NaCN) bei der Goldgewinnung ist die Einlagerung von Schwermetallschlämmen in die Böden, die über Jahrhunderte Schäden herbeiführen.
Scharf kritisiert wird das Unternehmen Yanacocha daher von Umwelt- und Menschenrechtsorganisationen wie z. B. Rettet den Regenwald und Avaaz. Gegen den Ausbau der Mine wehrt sich die Bevölkerung Cajamarcas mit einem friedlichen Generalstreik wieder seit Anfang Juni 2012, was jedoch auf groben Widerstand seitens der Regierung stößt. Die Erweiterung soll an einer Quelle wichtiger Flüsse und Lagunen entstehen, diese speisen die Region Cajamarcas und deren Einwohner, aber auch das Amazonasbecken mit Wasser.
Der Flughafen Cajamarca liegt 3 km nordöstlich der Innenstadt.

## Sehenswürdigkeiten
Cajamarca besitzt mehrere christliche Kirchen im spanischen Kolonialstil: San Jose, Iglesia La Recoleta, La Immaculada Concepcion, San Antonio, die Kathedrale, die Bethlehemkirche und die Kirche Sankt Franziskus (Iglesia San Francisco).
Eine Eigenheit haben alle Kirchen Cajamarcas: Ihre Türme und teilweise auch die Fassaden wurden nie vollständig fertiggestellt. Dies liegt daran, dass das Vizekönigreich Peru jährlich nur einen bestimmten Betrag für nicht fertiggestellte Kirchen zur Verfügung stellte.
Die Architektur von Cajamarca ist berühmt für ihren Barock-Stil, den man in dieser Form an keinem anderen Ort Perus findet. Eine große Anzahl von Häusern im Kolonialstil besteht aus kunstvoll behauenem Stein.

### Kathedrale
Für diese Kirche wurde eine Bauzeit von 80 Jahren benötigt (1682–1762). Sie wurde der heiligen Catalina geweiht. Ihre unvollendete Fassade besteht aus Vulkangestein, sie besitzt fünf auf verschiedene Türme verteilte Glocken. Im Innenraum kann man Bilder der heiligen Rosa de Lima, San Martín de Porres und der Virgen del Carmen betrachten.

### Cerro Santa Apolonia
Der Apolonia-Hügel ist ein natürlicher Aussichtspunkt, von dem aus man die gesamte Stadt überblicken kann. Dort gibt es eine kleine Kapelle, die der Virgen de Fátima geweiht ist. Von der Plaza aus muss man 300 Steintreppenstufen hinaufsteigen. Auf dem Hügel befindet sich außerdem La silla del Inca, ein Sitz aus Stein, auf dem einst der Inka-Herrscher Atahualpa gesessen haben soll.

### Cuarto del Rescate

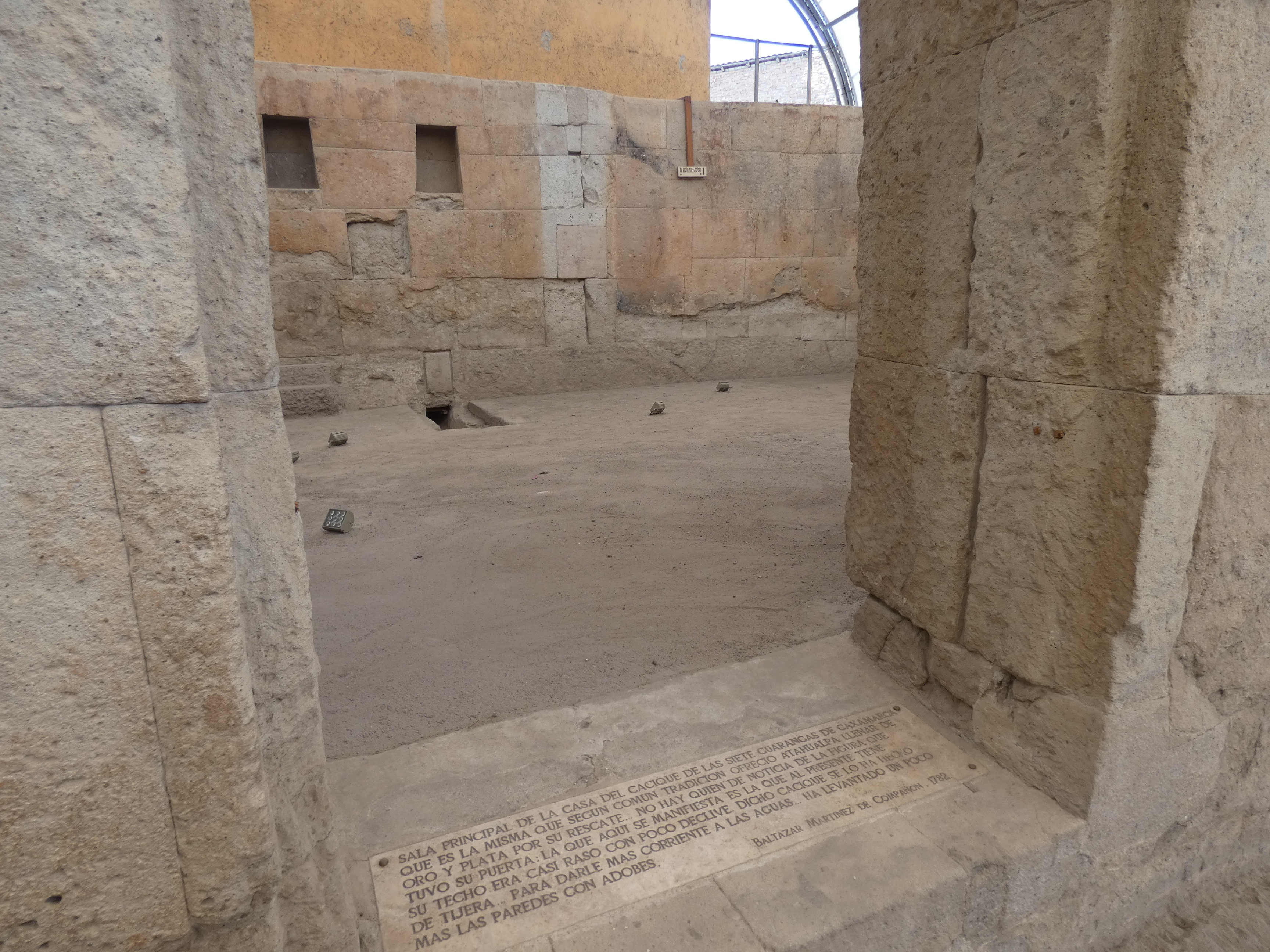
Der Raum, der Berichten zufolge von Atahualpa mit Lösegeld gefüllt worden sei

Zu den erhaltenen Zeugnissen aus der spanischen Eroberung Perus gehört ein kleines Gebäude mit dem sogenannten „Lösegeldraum“ (englisch: Ransom Room, spanisch: Cuarto del Rescate). Der Inka-Herrscher ließ hier ein Zimmer mit Gold und ein anderes zweimal mit Silber füllen, um sich freizukaufen. Ob der gezeigte Raum tatsächlich mit Lösegeld gefüllt wurde oder lediglich als Gefängniszelle diente, ist jedoch ungeklärt. Die Spanier hielten allerdings ihr Versprechen nicht, sondern machten Atahualpa 1533 den Prozess und richteten ihn hin. Dies war eines der entscheidenden Ereignisse auf dem Weg zum Untergang des Inkareichs.

### Plaza de Armas
Der Hauptplatz von Cajamarca ist der Ort, an dem der Untergang des Inka-Reiches begann, als Atahualpa dort gefangen genommen wurde. Die Plaza von Cajamarca ist einer der größten Plätze Perus, das Monument im Zentrum der Plaza stammt aus dem 18. Jahrhundert.

### Baños del Inca

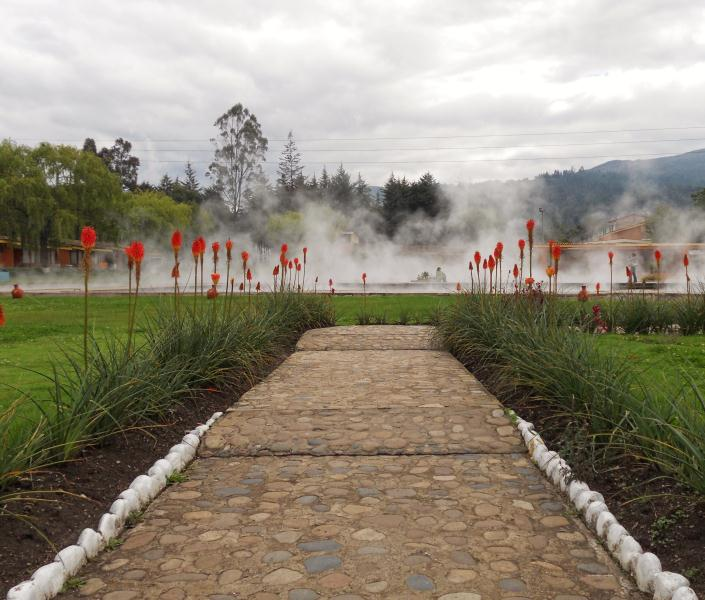
Los Baños del Inca

Die Bäder des Inka sind Thermalbäder, die sich rund sieben Kilometer östlich von Cajamarca befinden. Dort soll sich Atahualpa befunden haben, als die Spanier in Cajamarca einfielen. Heute kann man das originale Thermalbad, das Atahualpa benutzt haben soll, ansehen und sich in den modernen Thermalbädern aufhalten.

### Bethlehemkirche
Die Iglesia de Belén (Kirche von Betlehem) ist die älteste und schönste Barockkirche von Cajamarca, vielleicht sogar von ganz Peru. Sie wurde im Jahre 1744 vollendet und von den Jesuiten bis zu deren Ausweisung betreut. Anschließend führten die Bethlehem-Schwestern die Arbeit fort. 
Die Kirche ist Teil des Klosterkomplexes des Betlehemiter-Ordens (Conjunto monumental de Belén), der im Wesentlichen aus drei Gebäuden besteht. Umrahmt wird die Kirche von zwei ehemaligen Krankenhäusern, dem Männer- und dem Frauenhospital (Hospital de Varones y de Mujeres). Die Krankenhäuser wurden bis in die 1940er Jahre noch als solche genutzt. Heute befindet sich im 1764 bis 1767 erbauten Frauenhospital, das sich ebenfalls durch ein prächtiges Barockportal auszeichnet, ein  archäologisches Museum zur Region Cajamarca. Ebenfalls im Klosterkomplex haben die Touristeninformation und die Regionale Kulturdirektion von Cajamarca (das frühere Kulturinstitut) mit einer Bibliothek ihren Sitz.

### Kirche La Recoleta
Dieses Ordenshaus besteht aus der Kirche und dem ehemaligen Franziskanerkonvent. Es unterscheidet sich von den anderen Kirchen durch elegante und sehr feine Bildhauerarbeiten an der Fassade. Der Konvent wurde gegen Ende des 17. Jahrhunderts errichtet.

### Kirche San Francisco
Diese Kirche mit sehenswerten Barockaltären befindet sich direkt an der Plaza von Cajamarca und ist ein Teil des Konvents Sankt Franziskus, der vollständig aus Vulkangestein besteht. Sie wurde im späten 17. Jahrhundert fertiggestellt und diente ausschließlich Missionszwecken. 

### Kuntur Wasi
Kuntur Wasi ist ein Tempelkomplex in der Nähe Cajamarcas, der als kulturelle Wiege der Region gilt.
Siehe auch: Fenster von Otuzco, Cumbemayo

## Klimatabelle
|                       | Jan  | Feb  | Mär  | Apr  | Mai  | Jun  | Jul  | Aug  | Sep  | Okt  | Nov  | Dez  |   |      |
| Mittl. Tagesmax. (°C) | 21,7 | 21,1 | 21,1 | 21,1 | 21,7 | 21,1 | 21,1 | 21,7 | 21,7 | 22,7 | 21,2 | 21,7 | ⌀ | 21,5 |
| Mittl. Tagesmin. (°C) | 8,9  | 8,9  | 8,9  | 8,3  | 6,7  | 5,6  | 5,0  | 5,6  | 7,2  | 8,3  | 7,8  | 8,3  | ⌀ | 7,5  |
|                       |      |      |      |      |      |      |      |      |      |      |      |      |   |      |
| Niederschlag (mm)     | 77   | 99   | 114  | 94   | 65   | 20   | 5    | 10   | 36   | 75   | 56   | 85   | Σ | 736  |
|                       |      |      |      |      |      |      |      |      |      |      |      |      |   |      |
| Regentage (d)         | 11   | 12   | 12   | 11   | 7    | 3    | 1    | 2    | 5    | 13   | 9    | 11   | Σ | 97   |
|                       |      |      |      |      |      |      |      |      |      |      |      |      |   |      |
| Luftfeuchtigkeit (%)  | 65   | 70   | 72   | 70   | 63   | 57   | 55   | 54   | 55   | 62   | 60   | 60   | ⌀ | 61,9 |

| 8,9 |

| 8,9 |

| 8,9 |

| 8,3 |

| 6,7 |

| 5,6 |

| 5,0 |

| 5,6 |

| 7,2 |

| 8,3 |

| 7,8 |

| 8,3 |

| 8,9 |

| 8,9 |

| 8,9 |

| 8,3 |

| 6,7 |

| 5,6 |

| 5,0 |

| 5,6 |

| 7,2 |

| 8,3 |

| 7,8 |

| 8,3 |

## Söhne und Töchter der Stadt
- Miguel Iglesias (1830–1909), General und Präsident
- Zenón Noriega Agüero (1900–1957), Präsident einer peruanischen Militärjunta 1950
- Carlos Castaneda (1925–1998), US-amerikanischer Anthropologe und Schriftsteller
- Walter Alva (* 1951), Archäologe, Entdecker des Fürstengrabes von Sipán
- Marco Arana (* 1962), katholischer Priester und Umweltaktivist
- Mirtha Vásquez (* 1975), Politikerin und Rechtsanwältin